# 백자 청화매죽문 유개항아리
백자 청화매죽문 유개항아리(白磁 靑畵梅竹文 有蓋立壺)는 입 부분이 밖으로 도톰하게 말리고, 어깨에서 벌어졌다가 서서히 좁혀져 세워진 조선 초기의 항아리로, 연봉오리형의 꼭지가 달린 뚜껑이 덮여 있다. 1984년 12월 7일 대한민국의 보물 제807호로 지정되었다.

## 개요
문양은 청화로 항아리의 어깨와 굽다리에 막대기 모양의 긴 꽃잎 문양대를 두르고, 그 사이에 한 그루의 매화나무 등걸과 대나무를 농담을 주어 그렸는데, 매화나무 등걸과 꽃송이를 잔 붓으로 여러 번 채색하여 농담이 잘 나타나있다. 뚜껑에도 꼭지와 그 주위에 작고 촘촘한 연판문대를 돌리고, 그 주위에 큰 점을 7곳에 찍고, 측면에도 14군데의 점문을 찍어 나타내었다.
유색은 담청을 머금은 청백색으로 전면에 고루 칠해졌으며, 굽바닥에는 가는 모래 받침으로 받쳐 구웠다.
15세기 후반 광주 귀여리 등의 가마에서 제작된 것으로, 여백을 살린 청화의 문양이 잘 어울리는 작품이다.

## 사진

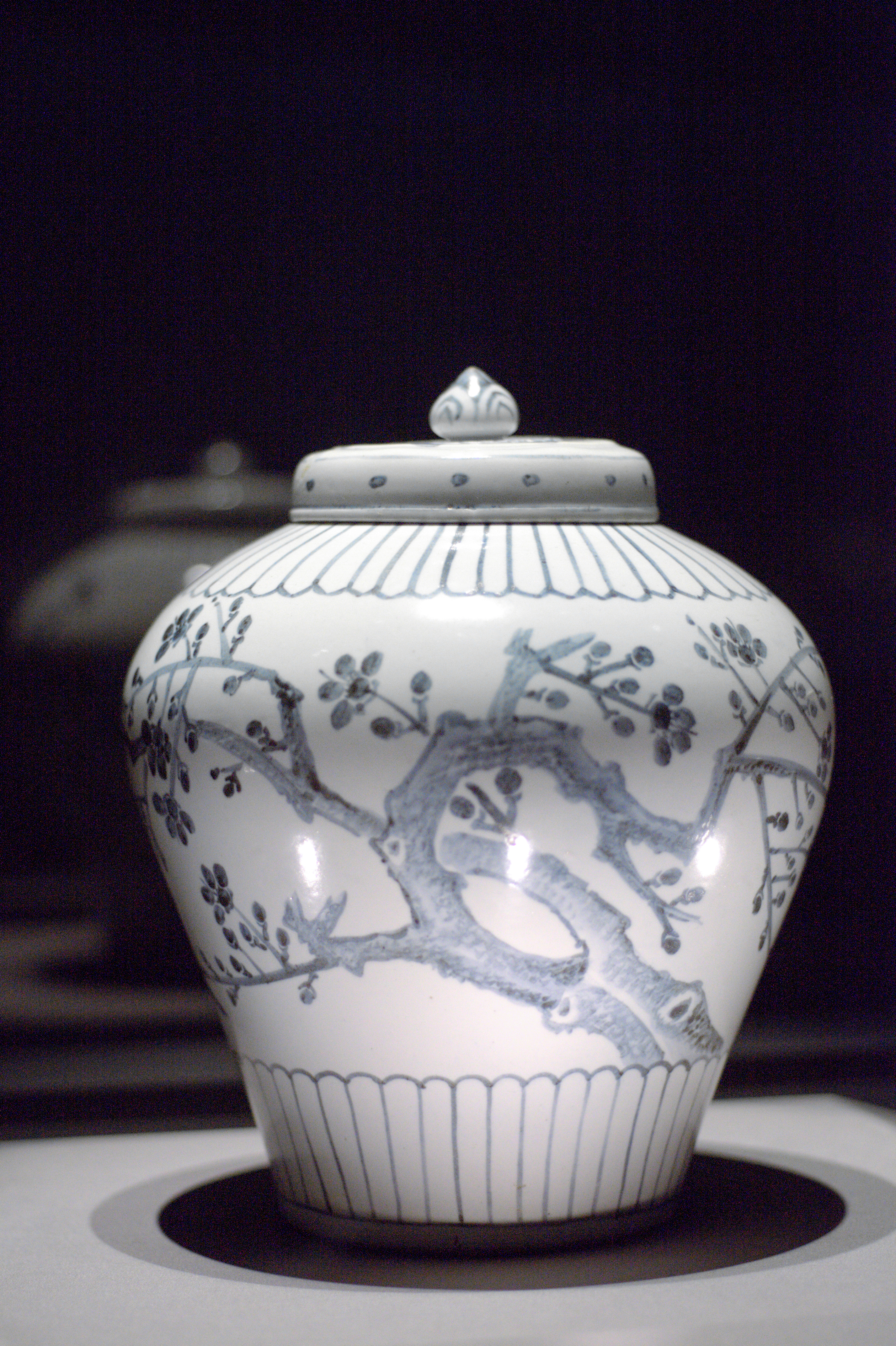
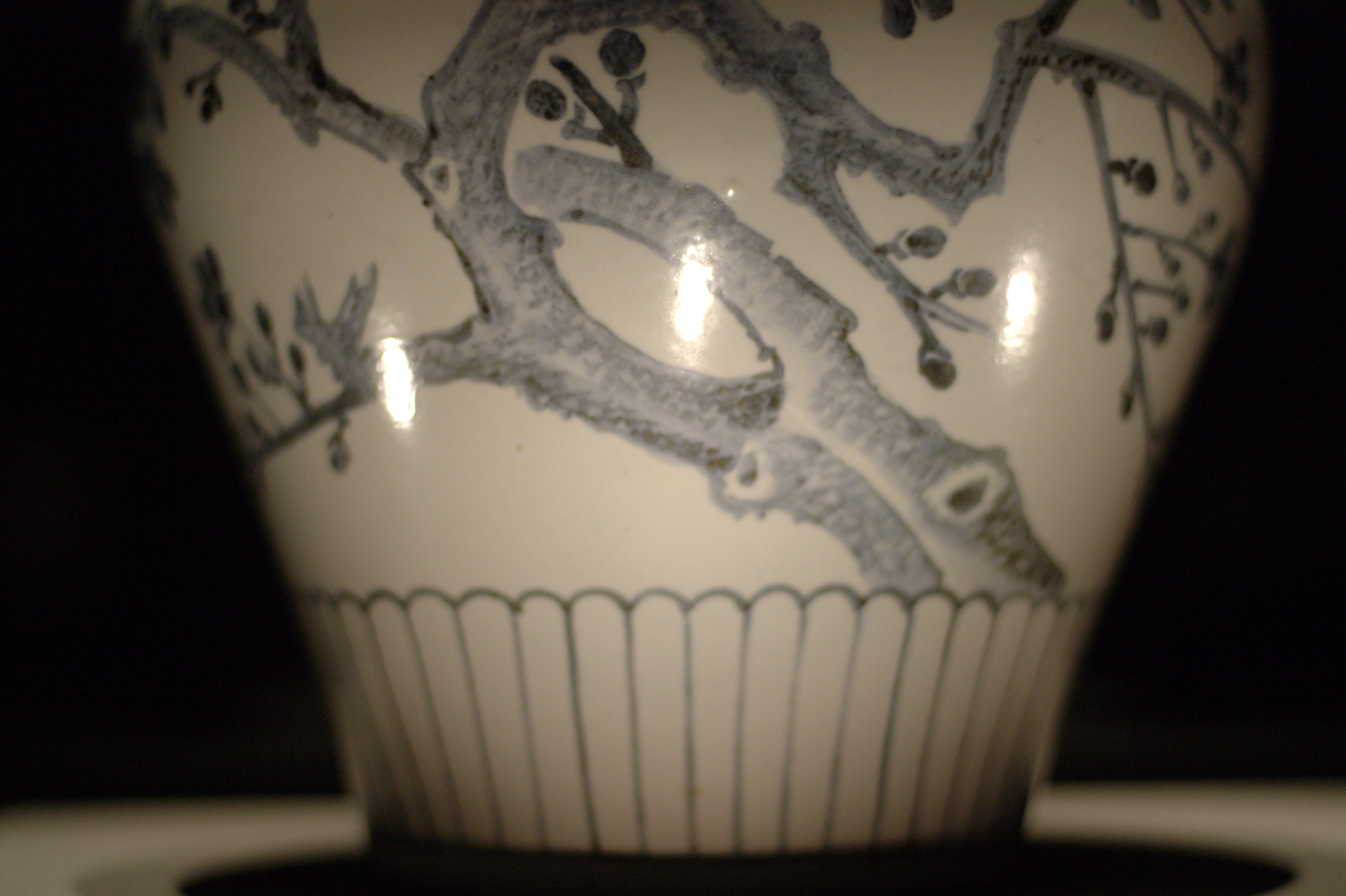
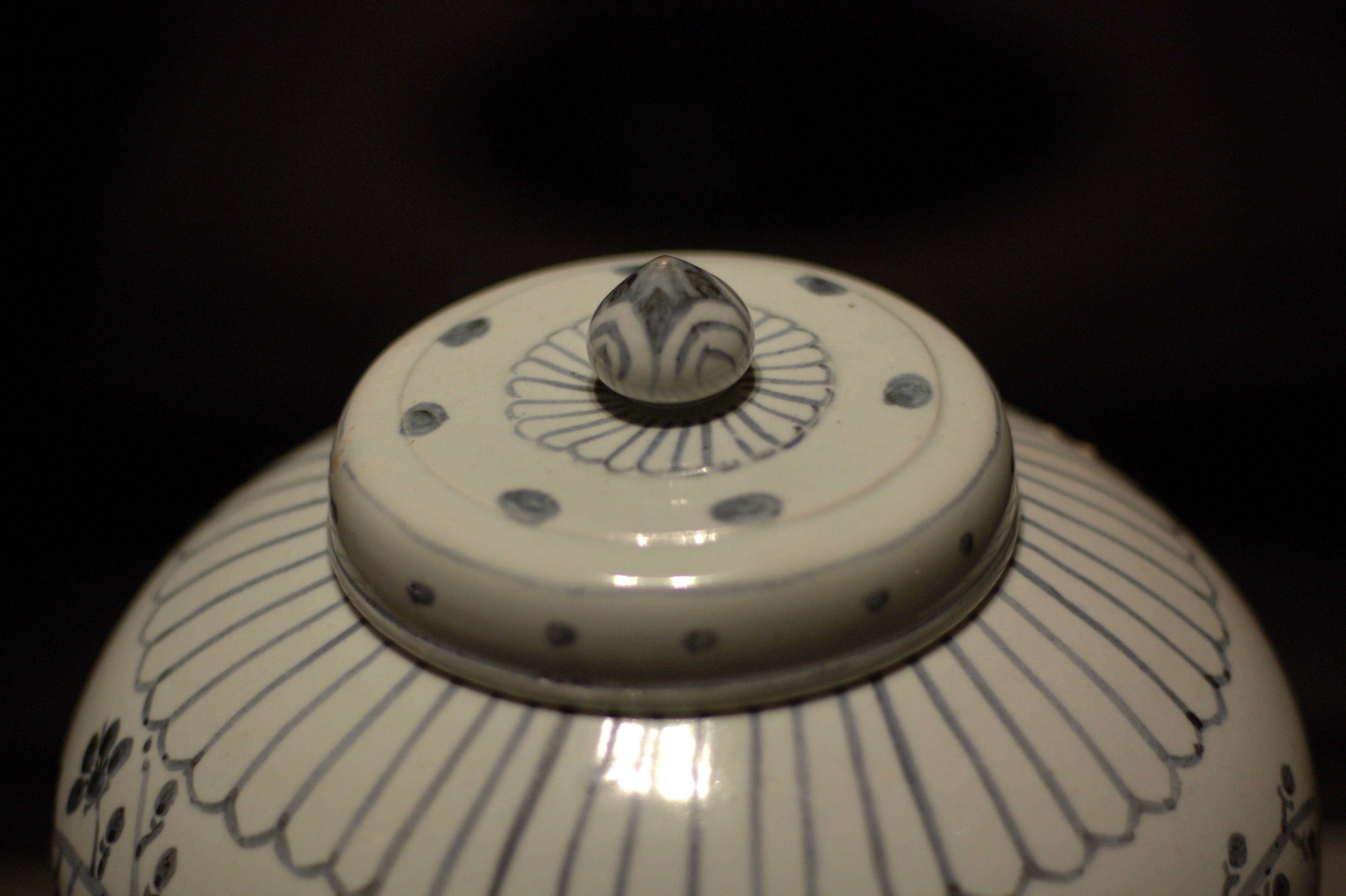